# Xylophanes mirabilis
Espèce
Xylophanes mirabilis est une espèce de lépidoptères de la famille des Sphingidae, de la sous-famille des Macroglossinae, tribu des Macroglossini, sous-tribu des Choerocampina, et du genre Xylophanes.

## Description
L'envergure est d'environ 95 mm. Il ne peut être confondu avec aucune autre espèce de Xylophanes, bien qu’il soit superficiellement similaire par sa forme et son motif au Xylophanes ploetzi. Il est beaucoup plus large et la couleur de fond est vert foncé (légèrement jaunâtre) avec une irrigation gris pâle pourpre et un point discal noir. La bande médiane pâle est mise en évidence le long du bord basal avec de petites taches noires sur les veines.

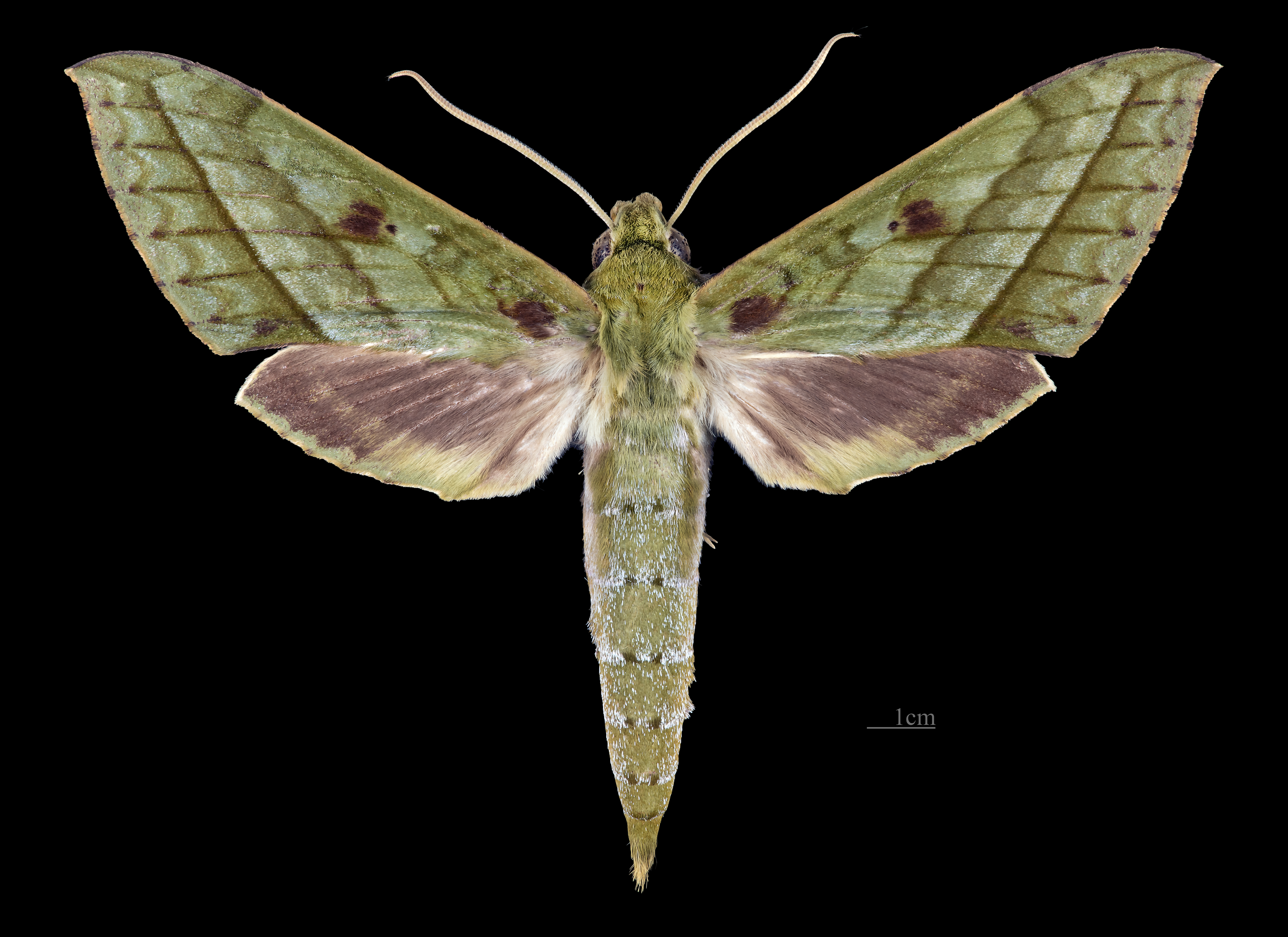
Avers du mâle (coll.MHNT)
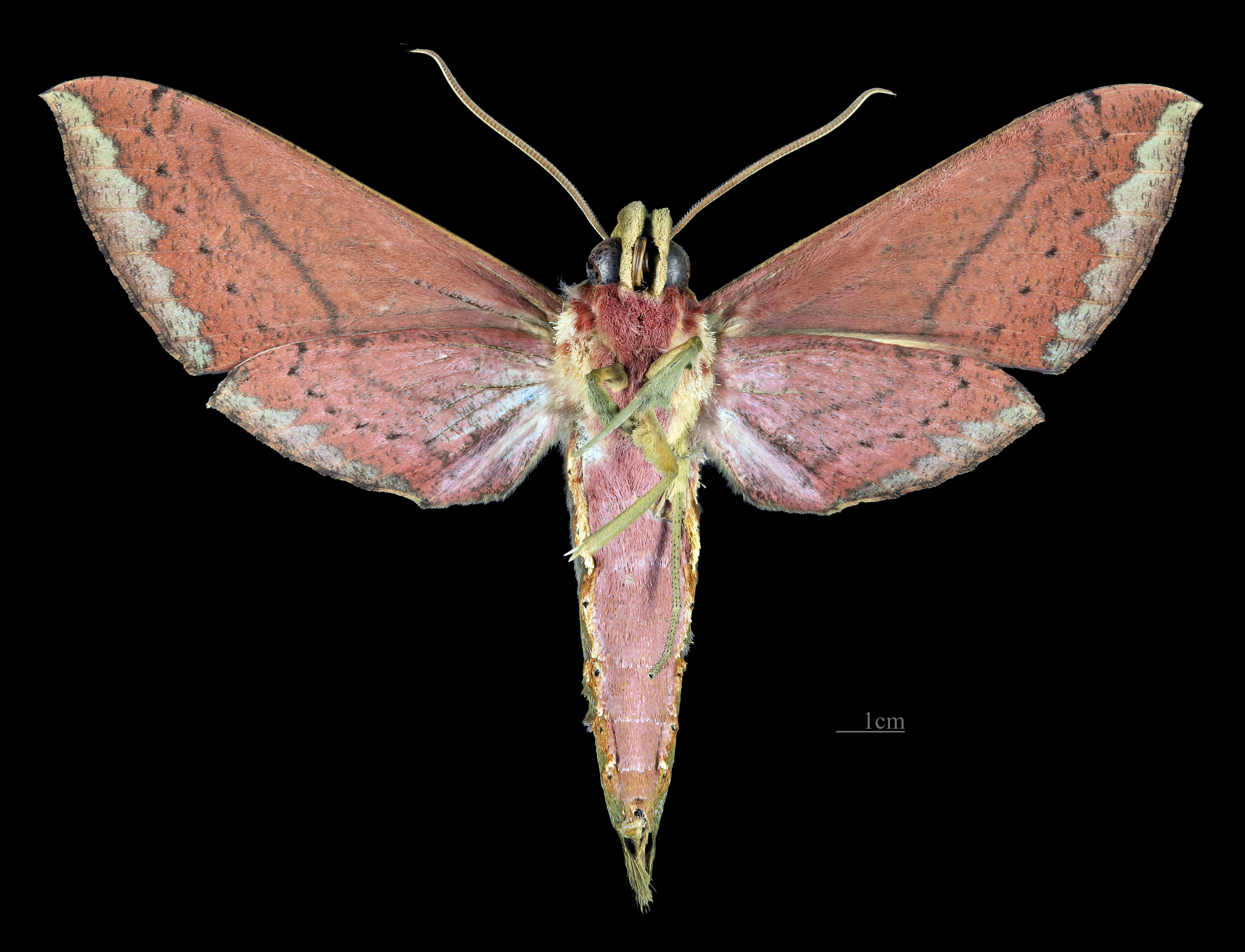
Revers du mâle (coll.MHNT)
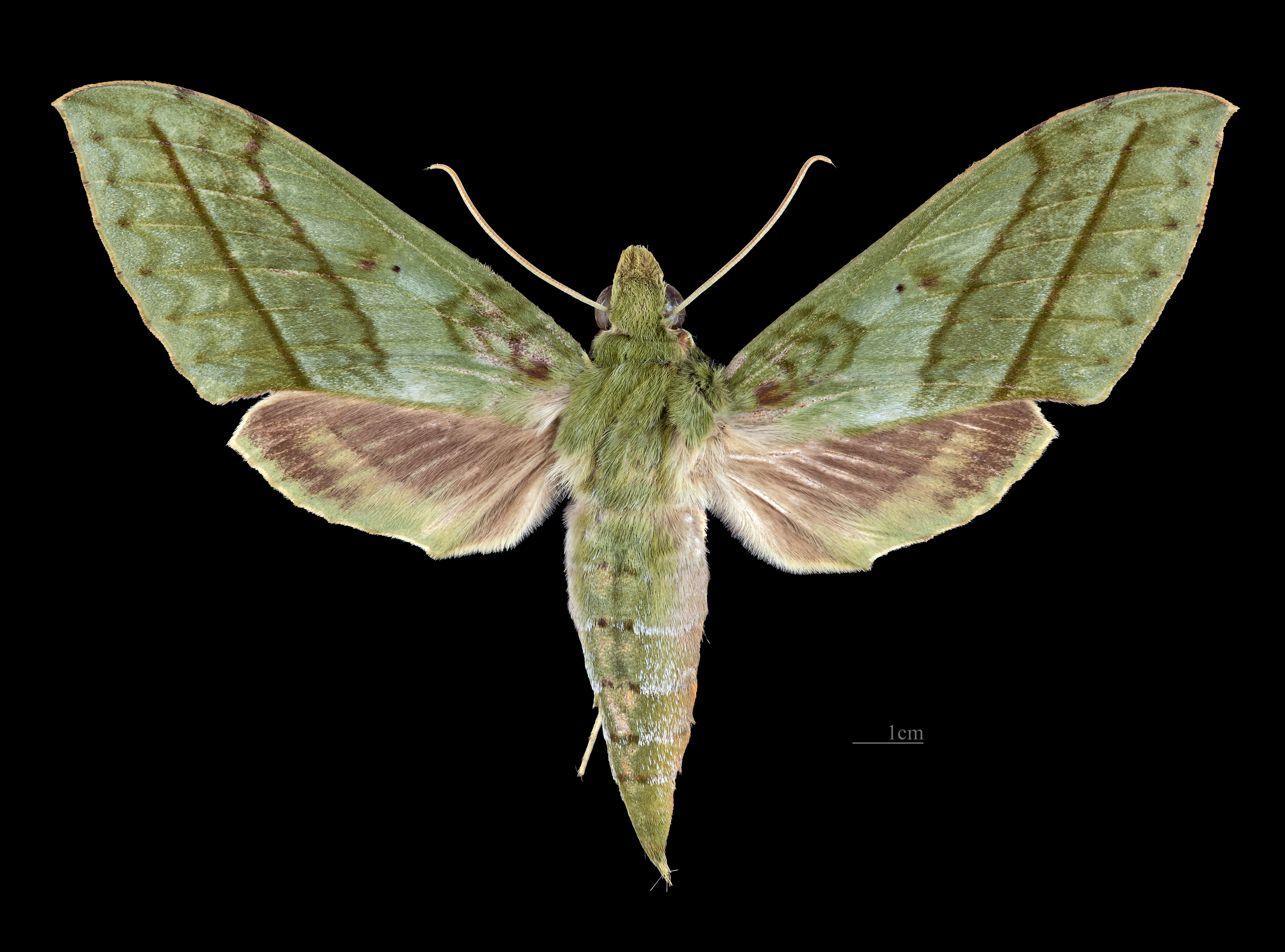
Avers de la femelle (coll.MHNT)
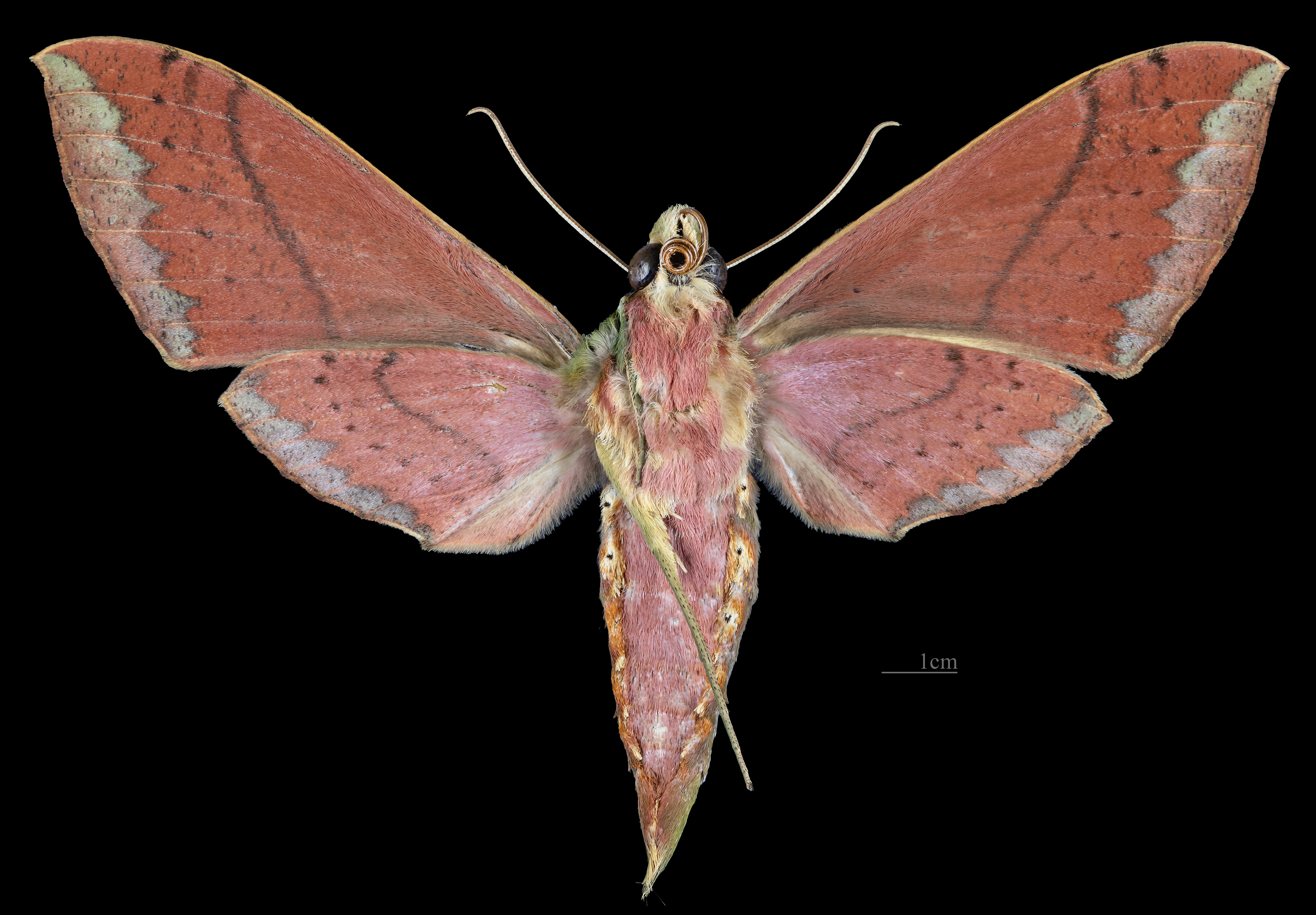
Revers de la femelle (coll.MHNT)

## Biologie
- Les adultes volent toute l'année.

- Les chenilles se nourrissent de Rubiaceae et de Malvaceae.

## Répartition et habitat
Répartition
L'espèce est endémique de la Colombie. La localité type est Antioquia.

## Systématique
L'espèce Xylophanes mirabilis a été décrite par l'entomologiste américain Clark en 1920.

### Synonymie
- Xylophanes venator Niepelt, 1927